# Piero Taruffi
Piero Taruffi (Albano Laziale, 12 de outubro de 1906 — Roma, 12 de janeiro de 1988) foi um automobilista italiano entre o início dos anos de 1930 e 1957. Pilotou na Fórmula 1 de 1950 até 1952, 1954-1956, conquistando uma vitória, uma volta mais rápida e 41 pontos em dezoito grandes prêmios disputados.
Taruffi iniciou sua carreira como piloto de motocicletas no início dos anos 1930, e foi contratado pela Ferrari para disputar algumas corridas na Europa. Em 1934 sofreu um grave acidente no Grande Prêmio de Trípoli, com uma Maserati. Permaneceu correndo para esta escuderia até o fim dos anos 1930. No mesmo circuito de Trípoli, obteve sua primeira vitória como piloto profissional em 1938, com Maserati. Ainda obteve resultados expressivos em 1939, quando as competições internacionais foram interrompidas devido à Segunda Guerra Mundial. Voltaria a correr pela Cisitalia no final dos anos 1940.
Em 1950, com um Alfa Romeo, fez sua estreia na Fórmula 1, no Grande Prêmio da Itália, em Monza, abandonando a prova com problemas mecânicos. Em 1952 venceu com uma Ferrari o GP da Suíça, no circuito de Bremgarten. Em 1955 viu sua segunda vitória escapar aos dedos no circuito de Monza, chegando em 2º lugar por apenas 7 décimos de segundo de desvantagem, atrás de seu companheiro na equipe Mercedes, Juan Manuel Fangio. Aposentou-se da categoria no ano seguinte, em Monza.
{Referências}}